# Brochiloricaria
Brochiloricaria es un pequeño género zoológico de peces gato del orden de los Siluriformes, en la familia de las Loricariidae.  Incluye a dos especies, B. chauliodon y B. macrodon.

## Distribución
Las dos especies de este género se distribuyen en el río Paraná. B. chauliodon es originario de la cuenca del Río de la Plata. B. macrodon se halla en la cuenca del río Paraguay.

## Apariencia y anatomía
Brochiloricaria es morfológicamente muy similar a Loricaria y puede distinguirse de éste solo por sus dientes; en Brochiloricaria, las piezas dentales son muy largas y de igual tamaño en ambas mandíbulas, mientras en Loricaria los dientes premaxilares son dos veces más largos que los dientes. Sin embargo, la dentición puede no ser una característica notable para diferenciar al género, luego Brochiloricaria puede actualmente ser un sinónimo) de Loricaria.
Ambas especies de Brochiloricaria alcanzan al menos 3 dm de largo.